# Kalimpongia
Kalimpongia là một chi thực vật có hoa trong họ, Orchidaceae.